# Liste des cantons de la Mayenne

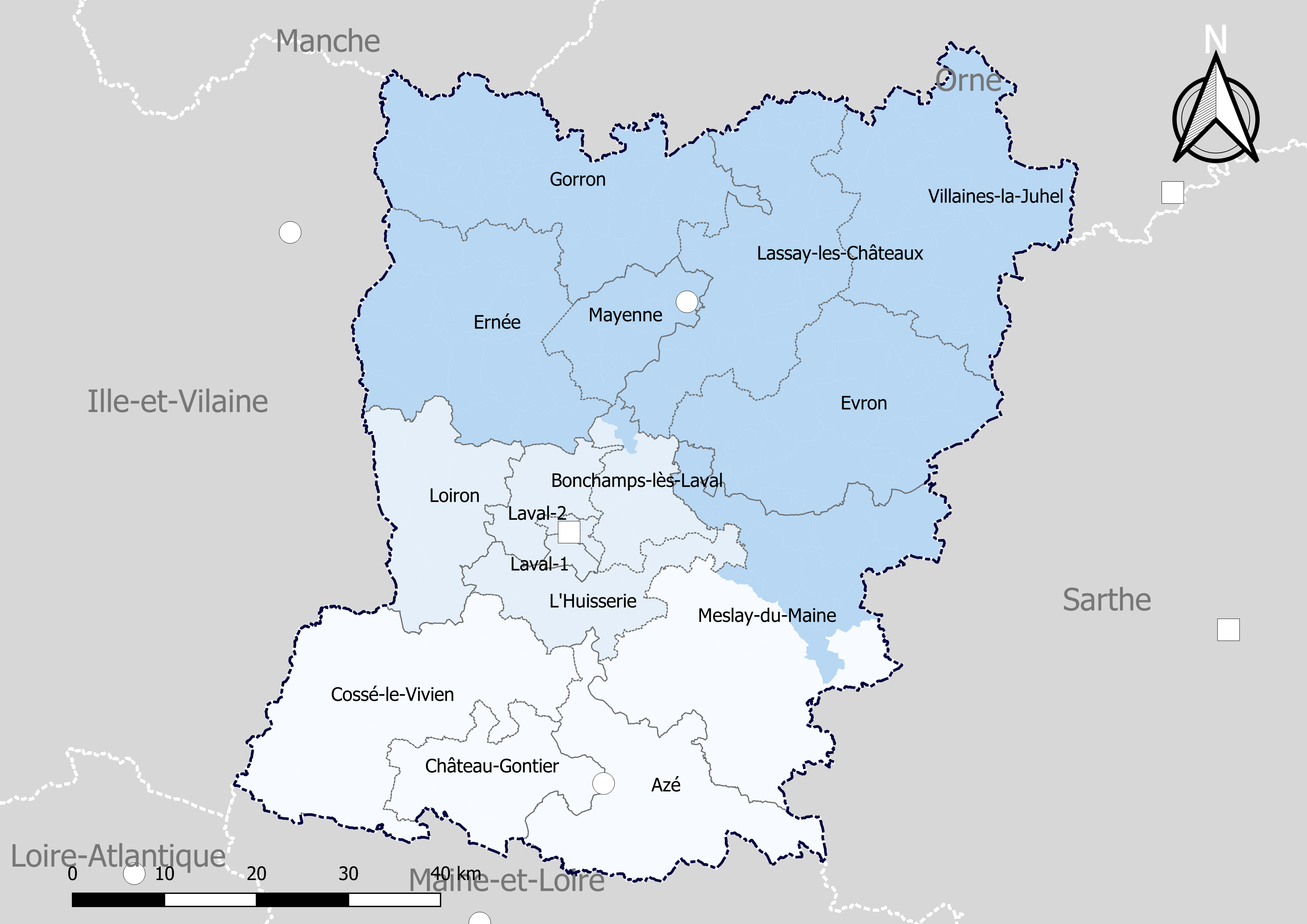
Découpage cantonal du département de la Mayenne, avec en surimpression les arrondissements (en nuances de bleu) - Carte arrêtée au 1er janvier 2019.

Le département français de la Mayenne est divisé en 17 cantons depuis 2015. Avant le redécoupage cantonal de 2014, ce département en comptait 32 depuis 1984.

## Histoire

### Découpage cantonal de 1984 à 2015

Arrondissements et anciens cantons de la Mayenne, avant 2015.

Liste des 32 anciens cantons du département de la Mayenne, par arrondissement :
- arrondissement de Château-Gontier (7 cantons - sous-préfecture : Château-Gontier) :
canton de Bierné - canton de Château-Gontier-Est - canton de Château-Gontier-Ouest - canton de Cossé-le-Vivien - canton de Craon - canton de Grez-en-Bouère - canton de Saint-Aignan-sur-Roë

- arrondissement de Laval (13 cantons - préfecture : Laval) :
canton d'Argentré - canton de Chailland - canton d'Évron - canton de Laval-Est - canton de Laval-Nord-Est - canton de Laval-Nord-Ouest - canton de Laval-Saint-Nicolas - canton de Laval-Sud-Ouest - canton de Loiron - canton de Meslay-du-Maine - canton de Montsûrs - canton de Saint-Berthevin - canton de Sainte-Suzanne

- arrondissement de Mayenne (12 cantons - sous-préfecture : Mayenne) :
canton d'Ambrières-les-Vallées - canton de Bais - canton de Couptrain - canton d'Ernée - canton de Gorron - canton du Horps - canton de Landivy - canton de Lassay-les-Châteaux - canton de Mayenne-Est - canton de Mayenne-Ouest - canton de Pré-en-Pail - canton de Villaines-la-Juhel

Il n'y a pas d'homonymies pour l'arrondissement de Laval (ni évidemment pour les cantons incluant les noms de Laval [5]), mais il en existe d'autres  communes nommées Laval.
Il n'y a aucune homonymie pour les cantons de Craon et Bais, mais il en existe une pour chacune des communes chefs-lieux.
Il y a une homonymie pour l'ancien canton de Sainte-Suzanne (avec celui existant à La Réunion), et il existe également des homonymies pour la commune chef-lieu.

### Redécoupage cantonal de 2014
Dans la poursuite de la réforme territoriale engagée en 2010, l'Assemblée nationale adopte définitivement le 17 avril 2013 la réforme du mode de scrutin pour les élections départementales destinée à garantir la parité hommes/femmes. Les lois (loi organique 2013-402 et loi 2013-403) sont promulguées le 17 mai 2013. Un nouveau découpage territorial est défini par décret du 21 février 2014 pour le département de la Mayenne. Celui-ci entre en vigueur lors du premier renouvellement général des assemblées départementales suivant la publication du décret, soit en mars 2015. Les conseillers départementaux sont élus au scrutin majoritaire binominal mixte. Les électeurs de chaque canton éliront au Conseil départemental, nouvelle appellation des Conseils généraux, deux membres de sexe différent, qui se présenteront en binôme de candidats. Les conseillers départementaux seront élus pour 6 ans au scrutin binominal majoritaire à deux tours, l'accès au second tour nécessitant 10 % des inscrits au 1er tour. En outre la totalité des conseillers départementaux est renouvelée.
Ce nouveau mode de scrutin nécessite un redécoupage des cantons dont le nombre est divisé par deux avec arrondi à l'unité impaire supérieure si ce nombre n'est pas entier impair et avec des conditions de seuils minimaux. Dans la Mayenne le nombre de cantons passe ainsi de 32 à 17.
Les critères du remodelage cantonal sont les suivants : le territoire de chaque canton doit être défini sur des bases essentiellement démographiques, le territoire de chaque canton doit être continu et les communes de moins de 3 500 habitants sont entièrement comprises dans le même canton. Il n’est fait référence, ni aux limites des arrondissements, ni à celles des circonscriptions législatives.
Conformément à de multiples décisions du Conseil constitutionnel depuis 1985 et notamment  sa décision no 2010-618 DC du 9 décembre 2010,  il est admis que le principe d’égalité des électeurs au regard des critères démographiques est respecté lorsque le ratio conseiller/habitant de la circonscription est compris dans une fourchette de 20 % de part et d'autre du ratio moyen conseiller/habitant du département. Pour le département de la Mayenne, la population de référence est la population légale en vigueur au 1er janvier 2013, à savoir la population millésimée 2010, soit 306 337 habitants. Avec 17 cantons la population moyenne par conseiller départemental est de 18 020 habitants. Ainsi la population de chaque nouveau canton doit-elle être comprise entre 14 416 habitants et 21 624 habitants pour respecter le principe de l'égalité citoyenne au vu des critères démographiques.

## Composition actuelle

### Composition détaillée
| N° | Nom du Canton                 | Bureau centralisateur       | Population 2012 | Écart /moyenne | Nombre de communes entières               | Communes composant le canton |
| -- | ----------------------------- | --------------------------- | --------------- | -------------- | ----------------------------------------- | --- |
| 1  | Château-Gontier-sur-Mayenne-1 | Château-Gontier-sur-Mayenne | 16 037          | 0,88           | 12 + fraction Château-Gontier-sur-Mayenne | 1° Les communes suivantes : Bierné-les-Villages, Châtelain, Chemazé, Coudray, Daon, Fromentières, Gennes-Longuefuye, Houssay, Ménil, Origné, La Roche-Neuville, Saint-Denis-d'Anjou. 2° La partie correspondant aux communes déléguées d'Azé et de Saint-Fort. |
| 2  | Bonchamp-lès-Laval            | Bonchamp-lès-Laval          | 14 803          | 0,82           | 8                                         | Argentré, Bonchamp-lès-Laval, Châlons-du-Maine, La Chapelle-Anthenaise, Gesnes, Louverné, Montflours, Sacé. |
| 3  | Château-Gontier-sur-Mayenne-2 | Château-Gontier-sur-Mayenne | 20 970          | 1,16           | 11 + fraction Château-Gontier-sur-Mayenne | 1° Les communes suivantes : Bouchamps-lès-Craon, Chérancé, Craon, Denazé, Marigné-Peuton, Mée, Niafles, Peuton, Pommerieux, Prée-d'Anjou, Saint-Quentin-les-Anges. 2° La partie correspondant à la commune déléguée Château-Gontier. |
| 4  | Cossé-le-Vivien               | Cossé-le-Vivien             | 21 510          | 1,19           | 29                                        | Astillé, Athée, Ballots, La Boissière, Brains-sur-les-Marches, La Chapelle-Craonnaise, Congrier, Cosmes, Cossé-le-Vivien, Courbeveille, Cuillé, Fontaine-Couverte, Gastines, Laubrières, Livré-la-Touche, Méral, Quelaines-Saint-Gault, Renazé, La Roë, La Rouaudière, Saint-Aignan-sur-Roë, Saint-Erblon, Saint-Martin-du-Limet, Saint-Michel-de-la-Roë, Saint-Poix, Saint-Saturnin-du-Limet, La Selle-Craonnaise, Senonnes, Simplé. |
| 5  | Ernée                         | Ernée                       | 20 838          | 1,15           | 15                                        | Andouillé, La Baconnière, La Bigottière, Chailland, La Croixille, Ernée, Juvigné, Larchamp, Montenay, La Pellerine, Saint-Denis-de-Gastines, Saint-Germain-le-Guillaume, Saint-Hilaire-du-Maine, Saint-Pierre-des-Landes, Vautorte. |
| 6  | Évron                         | Évron                       | 21 206          | 1,18           | 18                                        | Assé-le-Bérenger, Bais, La Bazouge-des-Alleux, Brée, Champgenéteux, Évron, Hambers, Izé, Livet, Mézangers, Montsûrs, Neau, Saint-Georges-sur-Erve, Saint-Thomas-de-Courceriers, Sainte-Gemmes-le-Robert, Trans, Vimartin-sur-Orthe, Voutré. |
| 7  | Gorron                        | Gorron                      | 19 569          | 1,09           | 27                                        | Ambrières-les-Vallées, Brecé, Carelles, Chantrigné, Châtillon-sur-Colmont, Colombiers-du-Plessis, Couesmes-Vaucé, Désertines, La Dorée, Fougerolles-du-Plessis, Gorron, Hercé, Landivy, Lesbois, Levaré, Montaudin, Oisseau, Le Pas, Pontmain, Saint-Aubin-Fosse-Louvain, Saint-Berthevin-la-Tannière, Saint-Ellier-du-Maine, Saint-Loup-du-Gast, Saint-Mars-sur-Colmont, Saint-Mars-sur-la-Futaie, Soucé, Vieuvy. |
| 8  | L'Huisserie                   | L'Huisserie                 | 15 257          | 0,84           | 9                                         | Ahuillé, Entrammes, Forcé, L'Huisserie, Louvigné, Montigné-le-Brillant, Nuillé-sur-Vicoin, Parné-sur-Roc, Soulgé-sur-Ouette. |
| 9  | Lassay-les-Châteaux           | Lassay-les-Châteaux         | 17 873          | 0,98           | 24                                        | Aron, La Bazoge-Montpinçon, Belgeard, Champéon, La Chapelle-au-Riboul, Charchigné, Commer, Grazay, La Haie-Traversaine, Hardanges, Le Horps, Le Housseau-Brétignolles, Jublains, Lassay-les-Châteaux, Marcillé-la-Ville, Martigné-sur-Mayenne, Montreuil-Poulay, Moulay, Rennes-en-Grenouilles, Le Ribay, Saint-Fraimbault-de-Prières, Saint-Julien-du-Terroux, Sainte-Marie-du-Bois, Thubœuf. |
| 10 | Laval-1                       | Laval                       | 19 741          |                | fraction Laval                            | Partie de la commune de Laval située à l'ouest et au sud d'une ligne définie par l'axe des voies et limites suivantes : depuis la limite territoriale de la commune de Saint-Berthevin, rue de Bretagne, rue du Général-de-Gaulle, place du 11-Novembre, rue de Verdun, cours de la Mayenne, Pont-Vieux, quai Albert-Goupil, quai d'Avenières, cours de la Mayenne, rue de la Cale, rue Victor-Boissel, boulevard Francis-Le-Basser, rue Oudinot, rue Marceau, rue de la Chartrière, rue Bessières, rond-point, boulevard Kellermann, avenue Kléber, avenue de Tours, route de Tours, jusqu'à la limite territoriale de la commune de Forcé. |
| 11 | Laval-2                       | Laval                       | 16 178          |                | fraction Laval                            | Partie de la commune de Laval située à l'ouest et au nord d'une ligne définie par l'axe des voies et limites suivantes : depuis la limite territoriale de la commune de Saint-Berthevin, rue de Bretagne, rue du Général-de-Gaulle, place du 11-Novembre, rue de Verdun, cours de la Mayenne, pont Aristide-Briand, rue de la Paix, rue de Paris, boulevard Félix-Grat, avenue Robert-Buron, rue de l'Alma, rue de Solférino, rue du Stade, avenue Pierre-de-Coubertin, rue Christian-d'Elva, place Georges-Macé, jusqu'à la limite territoriale de la commune de Changé.                                                                    |
| 12 | Laval-3                       | Laval                       | 14 739          |                | fraction Laval                            | Partie de la commune de Laval non incluse dans les cantons de Laval-1 et de Laval-2. |
| 13 | Loiron-Ruillé                 | Loiron-Ruillé               | 16 629          | 0,91           | 14                                        | Beaulieu-sur-Oudon, Le Bourgneuf-la-Forêt, Bourgon, La Brûlatte, Le Genest-Saint-Isle, La Gravelle, Launay-Villiers, Loiron-Ruillé, Montjean, Olivet, Port-Brillet, Saint-Cyr-le-Gravelais, Saint-Ouën-des-Toits, Saint-Pierre-la-Cour. |
| 14 | Mayenne                       | Mayenne                     | 18 826          | 1,04           | 8                                         | Alexain, Contest, Mayenne, Parigné-sur-Braye, Placé, Saint-Baudelle, Saint-Georges-Buttavent, Saint-Germain-d'Anxure. |
| 15 | Meslay-du-Maine               | Meslay-du-Maine             | 20 968          | 1,15           | 33                                        | Arquenay, Bannes, La Bazouge-de-Chemeré, Bazougers, Beaumont-Pied-de-Bœuf, Le Bignon-du-Maine, Blandouet-Saint Jean, Bouère, Bouessay, Le Buret, La Chapelle-Rainsouin, Chémeré-le-Roi, Cossé-en-Champagne, La Cropte, Grez-en-Bouère, Maisoncelles-du-Maine, Meslay-du-Maine, Préaux, Ruillé-Froid-Fonds, Saint-Brice, Saint-Charles-la-Forêt, Saint-Denis-du-Maine, Saint-Georges-le-Fléchard, Saint-Léger, Saint-Loup-du-Dorat, Saint-Pierre-sur-Erve, Sainte-Suzanne-et-Chammes, Saulges, Thorigné-en-Charnie, Torcé-Viviers-en-Charnie, Vaiges, Val-du-Maine, Villiers-Charlemagne.                                                     |
| 16 | Saint-Berthevin               | Saint-Berthevin             | 15 538          | 0,85           | 4                                         | Changé, Saint-Berthevin, Saint-Germain-le-Fouilloux, Saint-Jean-sur-Mayenne. |
| 17 | Villaines-la-Juhel            | Villaines-la-Juhel          | 16 771          | 0,94           | 26                                        | Averton, Boulay-les-Ifs, Champfrémont, Chevaigné-du-Maine, Couptrain, Courcité, Crennes-sur-Fraubée, Gesvres, Le Ham, Javron-les-Chapelles, Lignières-Orgères, Loupfougères, Madré, Neuilly-le-Vendin, La Pallu, Pré-en-Pail-Saint-Samson, Ravigny, Saint-Aignan-de-Couptrain, Saint-Aubin-du-Désert, Saint-Calais-du-Désert, Saint-Cyr-en-Pail, Saint-Germain-de-Coulamer, Saint-Mars-du-Désert, Saint-Pierre-des-Nids, Villaines-la-Juhel, Villepail. |
|    |                               |                             | 307 453         |                | 261                                       | |

### Répartition par arrondissement
NB : cette analyse s'applique au découpage des arrondissements antérieur à mars 2016.
Contrairement à l'ancien découpage où chaque canton était inclus à l'intérieur d'un seul arrondissement, le nouveau découpage territorial s'affranchit des limites des arrondissements. Certains cantons peuvent être composés de communes appartenant à des arrondissements différents. Dans le département de la Mayenne, c'est le cas de cinq cantons (Bonchamp-lès-Laval, Cossé-le-Vivien, Ernée, Évron et Meslay-du-Maine).
Le tableau suivant présente la répartition par arrondissement :
| N° | Canton              | Château-Gontier | Laval          | Mayenne | Total          |
| -- | ------------------- | --------------- | -------------- | ------- | -------------- |
| 1  | Azé                 | 19              |                |         | 19             |
| 2  | Bonchamp-lès-Laval  |                 | 6              | 1       | 7              |
| 3  | Château-Gontier     | 13              |                |         | 13             |
| 4  | Cossé-le-Vivien     | 27              | 2              |         | 29             |
| 5  | Ernée               |                 | 9              | 6       | 15             |
| 6  | Évron               |                 | 16             | 9       | 25             |
| 7  | Gorron              |                 |                | 27      | 27             |
| 8  | L'Huisserie         |                 | 9              |         | 9              |
| 9  | Lassay-les-Châteaux |                 |                | 24      | 24             |
| 10 | Laval-1             |                 | fraction Laval |         | fraction Laval |
| 11 | Laval-2             |                 | fraction Laval |         | fraction Laval |
| 12 | Laval-3             |                 | fraction Laval |         | fraction Laval |
| 13 | Loiron              |                 | 15             |         | 15             |
| 14 | Mayenne             |                 |                | 8       | 8              |
| 15 | Meslay-du-Maine     | 12              | 26             |         | 38             |
| 16 | Saint-Berthevin     |                 | 4              |         | 4              |
| 17 | Villaines-la-Juhel  |                 |                | 27      | 27             |
|    |                     | 71              | 88             | 102     | 261            |